# Reggaestep
El Reggaestep es un género de fusión entre el dubstep y el reggae. Se originó como uno de los movimientos post-dubstep y empezó a hacerse conocido en línea especialmente en SoundCloud, y también por la canción "Make It Bun Dem" del productor americano de Brostep, Skrillex.

## Características
Musicalmente el reggaestep tiene una percusión y melodía similar a la del reggae, pero tiende a usar los tambores del dubstep. También los ritmos tienden a ser más similares al dubstep tradicional y el ragga, también los "drops" son muy similares a los del dubstep. El tempo es de 140 BPM el típico del dubstep.

## Popularidad
Una de las canciones más populares de este género es Make It Bun Dem del productor americano Skrillex, que cuenta casi 20 millones de reproducciones en SoundCloud y más de 320 millones de visitas en YouTube. Aunque sigue siendo un género poco conocido es muy relevante en SoundCloud